# Afrogarypus
Afrogarypus (Beier, 1931) es un género de pseudoescorpiones, que contiene las siguientes especies:
- Afrogarypus basilewskyi
- Afrogarypus curtus
- Afrogarypus excelsus
- Afrogarypus excelsus excellens
- Afrogarypus excelsus excelsus
- Afrogarypus impressus
- Afrogarypus intermedius intermedius
- Afrogarypus intermedius nanus
- Afrogarypus monticola
- Afrogarypus plumatus
- Afrogarypus pseudocurtus
- Afrogarypus rhodesiacus
- Afrogarypus senegalensis
- Afrogarypus seychellesensis
- Afrogarypus stellifer
- Afrogarypus subimpressus
- Afrogarypus sulcatus
- Afrogarypus zonatus